# Podlëdnye Gory Golicyna
Die Podlëdnye Gory Golicyna (englische Transkription von russisch Подлёдные Горы Голицына Podljodnye Gory Golizyna, deutsch ‚Golizyn-Eisberge‘) sind eine vereiste Hügelgruppe im ostantarktischen Königin-Marie-Land. Sie liegt inmitten des Antarktischen Eisschilds.
Russische Wissenschaftler benannten sie. Der Namensgeber ist nicht überliefert.